# إديث إيمرسون
إديث إيمرسون (بالإنجليزية: Edith Emerson)‏ هي رسامة أمريكية، ولدت في 27 يوليو 1888 في أوكسفورد في الولايات المتحدة، وتوفيت في 21 نوفمبر 1981 في فيلادلفيا في الولايات المتحدة.